# Antimicrobià
Un antimicrobià és aquella substància que mata o inhibeix el creixement de microorganismes com són els bacteris, fongs, o protozous. Les drogues antimicrobianes o bé maten microbis (microbiocides) o eviten el creixement dels microbis (microbiostàtics). Els desinfectants són substàncies antimicrobianes usades en objectes que no són vius o fora del cos.
La història dels antimicrobians comença amb les observacions de Pasteur i Joubert, que descobriren que un tipus de bacteri podia evitar el creixement d'un altre tipus. Tècnicament els antibiòtics són només aquelles substàncies que són produïdes per un microorganisme que mata o evita el creixement d'un altre microorganisme. En l'ús comú el significat d'antibiòtic s'estén per referir-se a gairebé qualsevol droga que intenta evitar que en el cos es presenti una infecció bacteriana. Els antimicrobians inclouen no només els antibiòtics sinó també els compostos formats sintèticament.
Tanmateix amb el desenvolupament dels antimicrobians, els microorganismes s'han adaptat i han passat a ser resistents als agents prèviament antimicrobians.
La nanotecnologia antimicrobiana s'ha afegit recentment a la lluita contra les malalties que causen els organismes, substituint els metalls pesantsi les toxines, emprades anteriorment i poden ser algun dia una alternativa viable.
Des de 1980, la introducció de nous agents antimicrobians per a ús clínic ha disminuït, en part a causa de l'enorme despesa de desenvolupament i prova de nous fàrmacs. Paral·lelament, hi ha hagut un augment alarmant de la resistència antimicrobiana de bacteris, fongs, paràsits i alguns virus a múltiples agents existents.

## Classes principals
Se solen classificar en funció del microorganisme que afecten:
- Antivírics contra els virus.
- Antibacterians contra els bacteris.
- Antifúngics contra els fongs.
- Antiprotozoaris contra els protozous.
- Antiparasitaris contra els paràsits.

## Antimicrobians no farmacèutics
Hi ha un ampli marge de productes químics i naturals usats com antimicrobians. Els àcids orgànics es fan servir com antimicrobians en els aliments, per exemple l'àcid làctic, l'àcid cítric i l'àcid acètic i les seves sals, sia com ingredients o com desinfectants.
Les superfícies d'aliatges de coure tenen propietats que destrueixen els microbis incloent: E. coli O157:H7, resistent a la meticil·lina Staphylococcus aureus (MRSA), Staphylococcus, Clostridium difficile, virus A de la grip, adenovirus, i fongs.

### Olis essencials
Les propietats antimicrobianes de 21 olis essencials de plantes i dues essències han estat investigades contra cinc patògens en aliments Campylobacter jejuni, Salmonella enteriditis, Escherichia coli, Staphylococus aureus i Listeria monocytogenes. Els olis essencials de llorer canyella, clau d'espècia i farigola s'han mostrat com els més inhibidors contra aquests cinc patògens.

### Cations i elements
Molts cations de metalls pesants com Hg2+, Cu2+, i Pb2+ tenen activitat antimicrobiana, però també són tòxics i no es poden usar per tractar les malalties. La argent col·loidal es fa servir com a alternativa en medicina sense proves clares d'efectivitat.